# Сражение у Парасельских островов (1974)
Сражение у Парасельских островов или Сражение за острова Хоангша  (вьет.) или Сражение за острова Сиша (вьет. Hải chiến Hoàng Sa, кит. трад. 西沙之战, пиньинь Xīshā zhī zhàn) — сражение между военно-морскими силами Китайской Народной Республики и Республики Вьетнам (Южный Вьетнам) в ходе территориального конфликта из-за спорных Парасельских островов в Южно-Китайском море.

## Предшествующие события
В конце 1973 г., когда правивший в Сайгоне режим Республики Вьетнам оказался на грани поражения во Вьетнамской войне, Китай решил установить свой суверенитет над той частью спорных Парасельских островов (в Китае назывались островами Наньша и Сиша), которые контролировала Республика Вьетнам.
15 января 1974 г. китайцы под видом рыбаков высадились с переоборудованных под десантные суда рыболовецких траулеров на необитаемые острова Робер, Мани, Дункан и Дрюмон. Над островами был поднят флаг КНР как знак китайского суверенитета над ними.
В тот же день к островам прибыл фрегат ВМС Республики Вьетнам «Ли Тхыонг Киет» (HQ-16), который доставил подкрепления на остров Пэттл, где у южновьетнамцев была метеостанция, а потом вновь занял остров Мани, сняв там китайский флаг. 17 января к архипелагу прибыл второй южновьетнамский фрегат «Чан Кхан Зу» (HQ-4). Он снял китайский флаг с острова Робер. По вьетнамским данным, остров был найден безлюдным. По китайским заявлениям: Военные силы Южного Вьетнама учинили провокацию в отношении находившихся в данном районе траулеров № 402 и 407 китайской Рыбопромышленной компании Южного моря, а затем открыли огонь по острову Ганьцюаньдао (о. Роберт — Прим.пер.), над которым развевался государственный флаг КНР. В результате многие китайские рыбаки и бойцы народного ополчения погибли и получили ранения. Военные силы Южного Вьетнама оккупировали острова Цзиньиньдао (о. Мани — Прим.пер.) и Ганьцюаньдао . Южные вьетнамцы, впрочем, признавали, что в тот день действительно имели перестрелку с китайцами, но — укрепившимися на о. Дункан. При этом фрегат «Ли Тхыонг Киет» протаранил находившийся рядом китайский траулер, сделав ему пробоину выше ватерлинии. Помимо двух траулеров вьетнамцы докладывали о присутствии в акватории двух китайских катеров.

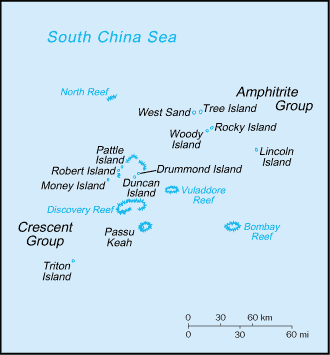

17 января руководство КНР дало приказ своим вооруженным силам освободить захваченные Южным Вьетнамом острова. К архипелагу были направлены дополнительные боевые корабли и десантные транспорты. 18 января к спорным островам прибыли и новые южновьетнамские корабли — «Чан Бинь Чонг» (HQ-5) и «Нят Тао» (HQ-10) с силами спецназа. Было решено до подхода китайских подкреплений провести операцию по захвату Дункана. Рано утром 19 января на остров с резиновых лодок было высажено 20 южновьетнамских десантников. Они продвинулись вглубь острова, но затем были отброшены превосходящими силами китайцев и отступили к берегу. При посадке южновьетнамцев обратно на лодки китайцы открыли огонь и убили трех коммандос. Остальные вернулись на корабли. Тогда старший командир южновьетнамской Патрульной эскадры коммандер Нгак запросил по радио командование флота дать приказ на открытие огня по китайским кораблям. Такой приказ был отдан начальником штаба флота.

## Силы сторон
Точные данные имеются только по составу южновьетнамской эскадры, состоявшей из четырёх кораблей..
Самыми сильными были фрегаты HQ-5 «Чан Бинь Чонг» и HQ-16 «Ли Тхыонг Киет». Это были переданные сайгоновскому режиму бывшие корабли береговой обороны США — тихоходные, но с мощным артиллерийским вооружением. При водоизмещении в 1800 тонн они ходили на 18 узлах и были вооружены тремя 127-мм орудиями главного калибра, а также четырьмя спаренными 40-мм и одной спаренной 20-мм зенитными установками.
Фрегат HQ-16 «Ли Тхыонг Киет» (бывший американский эскортный эсминец) с водоизмещением в 1300 тонн имел скорость в 21 узел и был вооружен тремя 76-мм орудиями, двумя спаренными 40-мм и восемью 20-мм зенитными установками.
Самым маленьким и слабым вьетнамским кораблем был корвет (патрульный корабль) HQ-10 «Нят Тао» — бывший американский тральщик. При водоизмещении в 650 тонн он имел скорость всего в 15 узлов и был вооружен одним 76-мм орудием, двумя 40-мм и четырьмя сдвоенными 20-мм зенитными установками.
Все южновьетнамские корабли были старой американской постройки времен второй мировой войны. Они продолжительное время вели патрульную службу и находились в аварийном состоянии. У HQ-10 не действовал один из двух двигателей, у HQ-4 не могло стрелять носовое орудие. Тем не менее, южновьетнамские фрегаты были крупнее и сильнее китайских корветов.

Состав китайской эскадры у Парасельских островов вызывает споры. Китайское руководство признавало наличие в ней, помимо десантных «мирных рыболовецких траулеров» (вооруженных пулеметами) только четырёх малых сторожевых кораблей: 271, 274, 389, 396. По всей видимости, речь идет об уже устаревших катерах — охотниках за подводными лодками проекта 122, строившихся в КНР по советской лицензии с 1950-х гг. При водоизмещении в 300 тонн они имели скорость около 20 узлов и были вооружены одним 85-мм орудием, двумя 37-мм зенитками и пятью крупнокалиберными пулеметами (возможно, состав вооружения был изменён).
Позднее, КНР также признала участие в сражении и двух более современных катеров-охотников — 281 и 282, которые принадлежали уже к новому типу 037 («Хайнань»). При водоизмещении в 400 тонн они могли развивать скорость в 30 узлов и несли вооружение из двух спаренных 57-мм артиллерийских установок и двух спаренных 25-мм зениток.

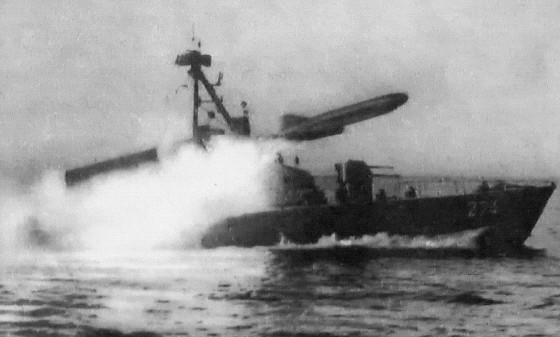
Ракетный катер типа «Комар»

Южновьетнамская сторона указывала на наличие у своего противника от двух или четырёх ракетных катеров типа «Комар», строившиеся в КНР по советской лицензии. При водоизмещении в 140 тонн «комары» могли развивать скорость до 35 узлов и несли четыре противокорабельные крылатые ракеты с боезарядом в 500 кг. В КНР катера также дополнительно вооружали двумя 25-мм автоматическими пушками. Китайская сторона участие в сражении своих ракетных катеров категорически отрицает.
Возможно, что ракетное вооружение имелось на китайских катерах-охотниках. Охотники типа «Хайнань» имели модификацию со смешанным артиллерийско-ракетным вооружением — четыре установки противокорабльных ракет на корме вместе одной из двухорудийных 57-мм установок .. В любом случае без ракетного вооружения китайская флотилия из шести сторожевых кораблей класса корветов выглядит заведомо слабее южновьетнамской эскадры из трех фрегатов и корвета, что не согласуется с исходом сражения.

## Ход морского сражения
Первыми к активным боевым действиям перешла южновьетнамская эскадра. Она была разделена на два отряда. HQ-5 (флагман коммодора Нгака) и HQ-4 обогнули о. Дункан с юга, а HQ-16 и HQ-10 шли к нему с севера. У островом находились четыре китайских катера-охотника и два траулера. В 10.25 19 января 1974 года южновьетнамцы открыли по ним огонь из всех орудий.
В 10:23 19 января 1974 г. южновьетнамский фрегат № 5 сблизился с нашим морским охотником № 274. Политкомиссар корабля Фэн Сунбо закричал в мегафон: «Это китайские территориальные воды, немедленно покиньте их!» В ответ с южновьетнамского корабля прозвучали выстрелы, сразившие комиссара… В завязавшемся жарком бою наш сторожевой корабль № 389 нанес серьёзные повреждения южновьетнамскому судну «Ну Тао». При этом командирская рубка нашего сторожевика была разрушена попаданием вражеского снаряда, а экипаж понес большие потери. Наши моряки вели огонь по врагу и в то же время боролись за живучесть своих судов. Тяжело раненый заряжающий Го Юйдун не покинул свой боевой пост. Когда борт корабля пробил вражеский снаряд, матрос бросился на пробоину и заткнул её своей форменкой. Он спас корабль, пожертвовав своей жизнью .
Южновьетнамские и китайские корабли шли навстречу друг другу на максимальной скорости. Сблизившись, они перемешались друг с другом, из-за чего морской бой принял характер беспорядочной свалки. Пытаясь поставить противника под перекрестный огонь, южновьетнамцы поражали и собственные корабли. Особенно тяжело пострадал
HQ-16, пораженный с HQ-5. 127-мм снаряд попал в машинном отделении, но не взорвался. Тем не менее «Ли Тхыонг Киет» глубоко осел в воду, его электрооборудование вышло из строя. Он сильно пострадал и от обстрела с китайских судов, получив около 820 попаданий (большинство из пулеметов и малокалиберных автоматических орудий). Много попаданий получили и другие южновьетнамские корабли. У HQ-10 вышел из строя последний работавший двигатель, и корабль остановился без хода.

Однако меньшие и более уязвимые китайские корабли пострадали гораздо сильнее. Охотник 396 получил подводную пробоину и, чтобы не затонуть, выбросился на мель. Пожар на нем тушили с помощью подошедших траулеров. Охотник 274 из-за тяжелых повреждений потерял ход. Команде катера 389 с трудом удалось потушить сильный пожар, угрожавший взрывом боеприпасов. Охотник 271 вынужден был укрыться за дымовой завесой, южновьетнамцы считали, что потопили его. Также южновьетнамцы записали себе на счет один из китайских десантных траулеров. Фактически за короткое время весь отряд устаревших китайских катеров-охотников потерял боеспособность.
Ход боя переломило прибытие новых китайских кораблей. Согласно китайским данным, это были два катера-охотники типа «Хайнань». Южновьетнамские военные сообщали о четырёх ракетных катерах типа «Комар». В это время в отдалении можно было видеть 4 белопенных стрелы, направленных к Парасельским островам с северо-востока. Это были 4 китайских ракетных корабля, полным ходом шедших на соединение с китайской эскадрой. Вскоре HQ10 получил прямое попадание противокорабельной ракетой и, пылая, ушел под воду. Командир «Нят Тао» капитан Нгуен Тха погиб на мостике, Быстрая потеря одного из кораблей и тяжелые повреждения другого заставили южновьетнамского командующего дать приказ об отходе. В 11 часов продолжавшийся менее 40 минут бой был завершен. Три оставшихся южновьетнамских корабля поспешно вышли из боя, даже не сняв гарнизон с о. Пэттл и не оказав помощь находившимся в воде уцелевшим из экипажа «Нят Тао».

## Последующее развитие событий
Как сообщали южновьетнамские военные, они рассматривали возможность вернуться к спорному острову и выбросить свои корабли на рифы, чтобы закрепить остров за собой: Мы четко исполняли приказы нашего командования. Мы дрались, получив приказ. Когда все боевые возможности были исчерпаны, мы получили приказ выбросить суда на рифы островов, чтобы хотя бы таким образом подтвердить наш суверенитет. Этому помешал только новый приказ командования, поступивший после полудня того дня и предписывавший нам возвращаться в Дананг.  По другой версии, на берег собирался выбрасываться только HQ-16, получивший тяжелые повреждения. Однако, когда стало известно, что корабль выдержит переход в Дананг, его командир отменил своё решение.
Южновьетнамское командование обратилось с просьбой о поддержке к командованию 7-го флота США, но получило отказ. Американцы мотивировали своё невмешательство нежеланием эскалации конфликта, указывая на приближение к Парасельским островам новых китайских ракетоносных кораблей, а также двух подводных лодок и истребителей МиГ-21 с базы на острове Хайнань.
После ухода южновьетнамской Патрульной эскадры китайцы заставили сдаться гарнизон на острове Пэттл, взяв в плен 48 южновьетнамских военных и американского советника-наблюдателя. Впоследствии их депортировали через Гонконг.
Тяжелой оказалась судьба выживших из числа команды потопленного корвета «Нят Тяо». Им пришлось пробыть в открытом море несколько дней на спасательных плотиках без запасов воды и пищи. 20 января 23 человека было поднято голландским танкером, 29 января — 15 человек вьетнамским рыболовецким судном. Один из них скончался за час до прихода помощи. Общие потери южных вьетнамцев составили 52 человека погибшими и 16 ранеными. Китайцы потеряли 18 человек убитыми и 67 ранеными. Вьетнамцы потеряли в сражении один боевой корабль, китайцы утверждали, что все их корабли уцелели, хотя два катера-охотника надолго вышли из строя.
Морской бой завершился убедительной победой ВМС Народно-освободительной армии Китая и установлением контроля КНР над спорными Парасельскими островами.